# Osojnik
 Ovo je glavno značenje pojma Osojnik. Za druga značenja pogledajte Osojnik (razdvojba).
Osojnik je dubrovačko prigradsko naselje u Dubrovačko-neretvanskoj županiji.

## Zemljopisni položaj
Osojnik se nalazi u dubrovačkom zaleđu, u udolini okruženoj brdima, na jednom od odvojaka ceste koja od Mokošice vodi prema dubrovačkom sjeverozapadnom zaleđu i mjestu Grebci u Bosni i Hercegovini, odlagalištu smeća Grabovica i granici s Bosnom i Hercegovinom. Od Dubrovnika je udaljen 13 km sjeverozapadno a od Mokošice 8 km.

## Povijest
Tijekom Domovinskog rata Osojnik je bio jedno od najvažnijih uporišta obrane Dubrovnika. Padom Osojnika postrojbe JNA i četnika iz istočne Hercegovine izbijaju na lokalnu cestu i potom osvajaju Mokošicu.
Nakon okupacije neprijateljska vojska je popalila gotovo sve objekte na Osojniku, pa tako i katoličku crkvu Sv. Jurja te je oskrnavila mjesno groblje otvarajući grobnice i pljačkajući ih.
Nakon oslobađanja Osojnik je obnovljen a na ulazu u mjesto je postavljen spomenik za 101 hrvatskog branitelja poginulog u bitkama oko Osojinka.

## Gospodarstvo
Osojnik je gospodarski nerazvijeno prigradsko naselje. Stanovništvo se uglavnom bavi poljodjelstvom i stočarstvom. U neposrednoj blizini mjesta nalazi se jedna od najvećih klaonica stoke na ovom području.
Na odvojku ceste koja od Osojnika vodi prema granici s Bosnom i Hercegovinom nalazi se dubrovačko odlagalište smeća Grabovica.
U tijeku je gradnja autoceste A1 koja od Zagreba preko Splita i Ploča vodi do Dubrovnika, a čiji završetak će se nalazit upravo na Osojniku, pa se očekuje da će ovo i okolna naselja doživjeti gospodarski procvat.

## Stanovništvo
Prema popisu stanovnika iz 2011. godine na Osojniku obitava 301 stanovnik hrvatske nacionalnosti i katoličke vjeroispovjesti. Među mještanima i u dubrovačkoj okolici stanovnici i stanovnice Osojnika se nazivaju Sočani i Salačke.
| broj stanovnika | 528   | 526   | 540   | 470   | 636   | 616   | 603   | 582   | 545   | 527   | 456   | 407   | 368   | 392   | 321   | 301   | 335   |
|                 | 1857. | 1869. | 1880. | 1890. | 1900. | 1910. | 1921. | 1931. | 1948. | 1953. | 1961. | 1971. | 1981. | 1991. | 2001. | 2011. | 2021. |

## Kultura
- Kulturno umjetničko društvo "Sv. Juraj Osojnik".

## Promet
Osojnik je prometno povezan s Dubrovnikom redovitom autobusnom linijom prometnog poduzeća Libertas.

## Šport
- Boćarski klub Torcida Osojnik
- MNK Osojnik - malonogometni klub

## Poznati Osojčani (Sočani)
- Petar Burin - pjesnik
- Marko Burin - poduzetnik u Peruu